# Vidsel
Vidsel est une localité suédoise située dans la commune d'Älvsbyn dans le comté de Norrbotten.
Sa population était de 515 habitants en 2019.
Une base aérienne est installée à quinze km de la commune.